# Dichagyris contermina
Dichagyris contermina är en fjärilsart som beskrevs av Corti 1930. Dichagyris contermina ingår i släktet Dichagyris och familjen nattflyn. Inga underarter finns listade i Catalogue of Life.